# Pismo Hebrejcem
Pismo Hebrejcem je kanonično novozavezno pismo, ki je z nastalo v šestdesetih ali verjetneje osemdesetih letih prvega stoletja po Kristusu. Opisuje prednosti evangelija v primerjavi s starozaveznimi daritvami in je bilo napisano za opomin kristjanom judovskega (hebrejskega) rodu, da ne bi odpadli od evangelija in se vrnili k judovstvu. Naslovljenci pisma niso izrecno omenjeni, toda iz konteksta lahko sklepamo, da so to bili kristjani, ki so jih privlačile vrednote judovskega okolja. Pismo je bilo sprva pripisano Pavlu, zdaj avtorstvo ostaja neznano.

## Nastanek

### Namen
Po odkritju mrtvomorskih rokopisov v Kumranu je bilo precejšnje navdušenje nad mislijo, da utegne biti Pismo Hebrejcem povezano z ozadjem kristjanov iz judovstva in bi bilo tako naslovljeno na esenske duhovnike. Pripadniki ločine so v mrtvomorskih rokopisih ostro nasprotovali odpadništvu, zato so tisti, ki so postali kristjani, imeli morda občutek krivde, ki jih je priganjal k vrnitvi. Poleg tega je kumranska skupnost močno poudarjala duhovništvo in bogoslužje in je bila zelo enotna; tistim, ki so jo zapustili in šli za Kristusom, se je morda zelo tožilo po tem, kar so zapustili. Splošno prepričanje je, da se Kumranci niso udeleževali bogoslužja v jeruzalemskem templju, in se morda zato Pismo Hebrejcem ne obrača na ta tempelj za svoje zglede. Večina strokovnjakov je skeptičnih glede kumranskega vpliva na pismo. Kot prejemniki pa kristjani iz kumranskega okolja niso nič bolj verjeten naslov za pismo kot kristjani, na katere je vplivala kaka druga oblika judovstva. Attridge trdi, da »ni ene same smeri v judovstvu, ki bi ponujala preprost vzorec, znotraj katerega gre razumeti misel avtorja ali njegovega besedila«. 
Druga domneva se navezuje na Apd 6,1–6 (in na sklep Štefanovega govora v Apd 7), ki razlikujejo dve vrsti kristjanov iz judovstva (obe sta pridobili spreobrnjence izmed Nejudov): Helenisti, ki so, kakor Štefan sam, zavzeli bolj radikalno odklonilno stališče do jeruzalemskega templja (7,47–50), in Hebrejci, ki so, kakor Peter in Janez, redno hodili v tempelj. Bi torej pisec lahko bil helenistični pridigar, ki skuša pridobivati hebrejske kristjane za svoje prepričanje? Mnogi imajo Janezov evangelij za evangelij helenistične teologije in temu je Pismo Hebrejcem blizu v njegovem pogledu na zamenjavo izraelskega bogoslužja. Čeprav naslov »Hebrejcem« izhaja precej bolj verjetno iz analize vsebine, ali bi pismo vendarle lahko imelo bolj dobesedne korenine. In četudi je privlačna, ostaja tudi ta hipoteza nedokazljiva.

### Avtorstvo
Nekateri menijo, da je pismo psevdonimno; toda bolj točno bi bilo »anonimno«, saj se delo nikjer ne sklicuje na avtorja. Že ob koncu 2. stoletja so ga nekateri pripisovali Pavlu. Papirus Beatty II, ki odraža aleksandrijsko tradicijo in je naše najstarejše ohranjeno besedilo pavlinskih pisem, postavlja Pismo Hebrejcem za Pismo Rimljanom. Zahodna Cerkev ga je le počasi sprejemala kot Pavlovo delo. Tako v Aleksandriji kot v Rimu je pismo na uradnih kanoničnih seznamih v poznem 4. in zgodnjem 5. stoletju uvrščeno med štirinajst pavlinskih pisem, postavljeno včasih pred osebna pisma (1 in 2 Tim, Tit, Flm), pogosteje pa na konec zbirke. Postopno so Pavlovo ime vstavili v naslov dela in ga najdemo tako v Vulgati kot v KJV (od slovenskih v Japljevem in Wolfovem prevodu). 
Vseeno pa je prevladuje prepričanje, da Pavel ni napisal tega pisma. Dovršen in premišljen grški slog je zelo drugačen od Pavlovega, kot sta opazila že Klement in Origen. Pogosti pavlinski izrazi (kot npr. »Kristus Jezus«) se v tem pismu ne pojavijo nikoli. Še pomembneje, pogled ni Pavlov, Medtem ko je v Pavlovi teologiji glavna točka vstajenje, se to v Pismu Hebrejcem omenja le enkrat 13,20, v podrednem stavku); in nasprotno, glavna tema v pismu – Kristus kot veliki duhovnik – se pri Pavlu ne pojavi nikjer drugje. Tisti, ki ne sprejemajo Pavlovega avtorstva najpogosteje za avtorstvo predlagajo dvoje: ali kakega znanega Pavlovega spremljevalca ali povsem neznano osebo; in najpogostejša izbira je prav slednja. Največji učenjak patristične dobe, Origen, je bil pripravljen ostati pri anonimnem piscu (lahko bi bil Pavlov tajnik), vendar dodaja, da samo Bog ve, kdo je napisal pismo. Tertulijan je pismo pripisal Barnabu; in res ima Barnabove pismo iz zgodnjega 2. stoletja aleksandrijski alegorični slog, podoben Pismu Hebrejcem. Seveda pa je tudi to pismo« anonimno in pripisovati ga Barnabu ni prav nič bolj zanesljivo kot pripisovati Pismo Hebrejcem Pavlu. Drugi so v antiki pismo pripisovali Luku in Klementu Rimskemu. Luther ga je pripisal Apolu, ki ga Apd 18,24 opisujejo tako, da bi lahko ustrezal piscu (Jud, po rodu iz Aleksandrije, izobražen, dober izvedenec v Pismih); in ta domneva je pritegnila precej privržencev. 
Izvrstnost avtorjeve grščine in obvladovanje Svetega pisma v grščini kaže, da je bil kristjan iz judovstva z dobro helenistično izobrazbo in vsaj nekaj poznavanja grških filozofskih kategorij. 

## Vsebina

### Zgradba
- 1,1–3: Uvod
- 1,4–4,13: Vzvišenost Jezusa kot Božjega Sina
- 1,4–2,18: nad angeli
- 3,1–4,13: nad Mojzesom
- 4,14–7,28: Vzvišenost Jezusovega duhovništva
- 8,1–10,18: Vzvišenost Jezusove žrtve in njegova služba v nebeškem svetišču, ko sklene novo zavezo
- 10,19–12,29: Vera in stanovitnost: postati deležen Jezusovega duhovniškega dela
- 10,19–39: Spodbuda, da bi bila Jezusova žrtev v korist
- 11,1–40: Starozavezni zgledi vere
- 12,1–13: Zgled Jezusovega trpljenja in Gospodove vzgoje
- 12,14–29: Svarilo pred neposlušnostjo ob starozaveznih zgledih
- 13,1–19: Navodila za vsakdanje življenje
- 13,20–25: Sklep: blagoslov in pozdravi

### Analiza
UVOD (1,1–3)
V eshatološkem kontekstu poslednjih dni Uvod (1,1–3) nemudoma poudari Kristusovo vzvišenost nad vsem, kar se je poprej zgodilo v Izraelu. Glavni kontrast je med dvema Božjima razodetjema: po prerokih in po Sinu, ki je bil (obstajal) od začetka časov, po katerem je Bog ustvaril svetove in ki nam je zdaj spregovoril. Opis z izrazi, ki morda prihajajo iz hvalnice kaže, da pisec razlaga Kristusa v ozadju starozavezne podobe Božje Modrosti. Prav kakor je Modrost izžarevanje Božjega veličastva, brezmadežno ogledalo Božje moči, tako je Božji Sin odsvit Božjega veličastva in odtis njegovega obstoja, ki z besedo svoje moči nosi vse (Heb 1,3). Onstran te primerjave z Modrostjo pa je Sin resnična oseba. Uresničil je očiščenje od grehov; izpolnitev tega je tesno povezana s Sinom, sedečim na Božji desnici. 
VZVIŠENOST JEZUSA KOT BOŽJEGA SINA (1,4–4,13)
Ta kristologija se tu izoblikuje na vzvišenosti Sina nad angeli in Mojzesom. Da ima Kristus kot Sin položaj nad angeli, je vsekakor veličastno poveličevanje, saj so prav oni v judovskem izročilu »Božji sinovi« in posredniki Postave. Še posebej pomenljiv je Heb 1,8–9, kjer z besedami iz Ps 45,7–8 pisec pokaže, kako se Bog na Jezusa obrača z besedami, s katerimi se nikoli ni obrnil na kakega angela, namreč: »Tvoj prestol, o Bog, traja na vekov veke... zato te je Bog, tvoj Bog, mazilil z oljem veselja« – eno od pomembnih novozaveznih besedil, ki Jezusa imenuje Bog. 
Kot večkrat odlomek vodi v moralno spodbudo (2,1–4): če se je beseda Postave, ki so jo oznanjali angeli, izkazala za trdno, le kako bomo ušli mi … V 2,5–18 bi lahko prepoznali pogled združevanja ponižnosti in poveličevanja. S Ps 8,5–7 avtor pokaže, daje Božjemu Sinu, ki je za nekaj časa postal nižji od angelov; zdaj vse podvrženo. Skupnosti, ki je zaradi stisk potrta, avtor pokaže v Kristusu Božji načrt za človeštvo: ne poveličanje brez trpljenja, ampak poveličanje prek trpljenja. Če je bilo poveličanje Božjega Sina odrešenjsko, pa se on ni zavzemal za reševanje angelov. Kristus je namreč smrt okusil za vsakega človeka; in Bog je mnoge pripeljal v slavo po Jezusu, začetniku njihovega odrešenja, ki ga je izpopolnil s trpljenjem (2,10). Tema o potujočem Božjem ljudstvu, ki ga v nebeško svetišče vodi Jezus, se spet vrne v 4,11.14 in 6,20. 
VZVIŠENOST NAD MOJZESOM (3,1–4,13)
Pisec ponazori (3,1–6) s tem, da gre večja čast graditelju kakor hiši (gradnji hiše), večja sinu kakor služabniku (prim. Jn 8,35). »Apostol in veliki duhovnik naše vere« je še en primer veličastnih nazivov ki jih pridaja Kristusu. Kristjani, na katere se obrača, so v nevarnosti, da se naveličajo zaradi malodušnosti. Tisti med Izraelci, ki niso bili poslušni, niso dosegli cilja. Podobno je to preizkušnja za tiste, ki verujejo v Jezusa, kot pokaže Heb 4,12 v enem od najbolj znamenitih odlomkov Novi zavezi, ko opisuje, da je Božja beseda ostrejša kakor vsak dvorezen meč in zareže celo med dušo in duhom ter presoja vzgibe in misli srca. 
VZVIŠENOST JEZUSOVEGA DUHOVNIŠTVA (4,14–7,28)
Že uvodna vrstica določa glavno temo: »Imamo veličastnega velikega duhovnika, ki je šel skozi nebesa, Jezusa, Božjega Sina.« Čeprav si Pismo Hebrejcem in Janezov evangelij delita predstavo o inkarnaciji, pri Janezu ne najdemo takega opisa o stvarnosti Jezusove človeškosti, ki bi bil primerljiv s tem odlomkom. Kakor izraelski veliki duhovnik tudi Kristus ni sam sebe poveličal, ampak ga je določil Bog. Ko opisuje, kako je Jezus trpel v dneh svojega mesa, ko je daroval molitve in prošnje njemu, ki bi ga mogel rešiti iz smrti (5,7–9), pisec dodaja, da se je Jezus iz tega naučil poslušnosti, čeprav je bil Sin. (Dobro poznavanje Kristusovega pasijona: Kristus premaga smrt in postane vir zveličanja). Ko je dosegel popolnost, je postal počelo večnega odrešenja vsem, ki so mu poslušni (prim. Flp 2,8–9). 
V 5,11–14 se pisec spet vrne k spodbudi in prejemnikom očita nezrelost, saj še vedno lahko uživajo samo mleko, ne pa močne hrane. Pisca skrbi odpad od Kristusa, kar se jasneje pokaže v 6,4–8 (tudi 10,26–31), ker opozarja, da ni več pokore, potem ko so bili nekoč že razsvetljeni (tj. krščeni: Jn 9). Vendar daje zgovorno jamstvo, da ni v negotovosti glede bodočnosti svojih naslovljencev, saj Bog njihovega dela in njihove ljubezni ne bo pozabil (6,9–12). Bog je zvest obljubam in to zagotavlja uspešnost posredovanja Jezusa kot velikega duhovnika po Melkizedekovem redu v notranjosti nebeškega svetišča (6,13–20). Celo 7. poglavje je posvečeno vzvišenosti takšnega Jezusovega duhovništva nad levitskim (tj. starozaveznim) duhovništvom in bi ga lahko obravnavali skupaj s pogl. 8–10 ali pa s predhodnimi poglavji. Ni več potrebe po številnih (levitskih) duhovnikih, ki jih po smrti zamenjajo drugi, ker Jezus, ki ima Melkizedekovo duhovništvo, vedno živi in posreduje zanje (7,23–25). Ko je daroval sam sebe, je ta sveti, brezmadežni, neoskrunjeni veliki duhovnik, ločen od grešnikov in povzdignjen nad nebesa, opravil daritev, ki to je, enkrat za vselej (7,26–27). 
VZVIŠENOST JEZUSOVE ŽRTVE (8,1–10,18)
Misel, da je Jezus veliki duhovnik pred Bogom, vodi k predstavi o nebeškem svetišču. Odlomki v 2 Mz 25,9.40; 26,30 idr. kažejo, kako je Bog Mojzesu pokazal nebeški načrt, po katerem so zgradili zemeljsko svetišče. Odlomek v Heb 8,8–13 posnema način govora o novi zavezi iz Jer 31,31 –34 in jasno pove, daje prva, z Mojzesom sklenjena zaveza, zdaj stara in pretekla. Kar je v Pismu Hebrejcem posebnega, je primerjava med velikim duhovnikom, ki stopa enkrat na leto v presveto s krvjo kozlov in juncem ter Jezusom, ki je stopil enkrat za vselej v nebeško svetišče s svojo lastno krvjo in s tem potrdil novo zavezo. Tam se zdaj pojavi pred Božjim obličjem »za nas« (9,24); in ko se je tako enkrat daroval, da je odvzel grehe mnogih, se bo prikazal še drugič v odrešenje tistih, ki ga željno pričakujejo (tudi so mu poslušni) (9,28). 
VERA IN STANOVITNOST (10,19–12,29)
Po poti, ki jo je odprl Jezus, naj tisti, ki jim pisec pravi »bratje«, vstopajo v svetišče po Jezusovi krvi z vero, upanjem in ljubeznijo ter zbiranjem v občestvo (10,19–25). Če grešijo prostovoljno, ne ostane za grehe nobena žrtev več, ampak le grozna kazen: »Strašno je pasti v roke živega Boga« (10,26– 31). V 11,1–40 začne pisec z znamenitim opisom vere, potem pa začne z dolgim naštevanjem starozaveznih likov; ki imajo prav takšno vero in zvestobo. Ob koncu (11,39–40), zvest svojemu kontrastu med starim in novim, pokaže, da vsi ti ljudje vere niso prejeli, kar je bilo obljubljeno, kajti »Bog je za nas priskrbet nekaj boljšega, tako da oni ne bi dosegli popolnosti brez nas«. Kot prehod (12,1–2) pisec spodbuja svoje bralce, naj uprejo oči v Jezusa, »voditelja in dopolnitelja vere«. V 12,3–13 opozori, da ne morejo biti pravi Božji otroci brez vzgoje v trpljenju, ki ga Bog naloži. Jezus je pretrpel tolikšno nasprotovanje, medtem ko bralci še niso trpeli do krvi. Heb 12,14–29 s primeri iz Stare zaveze ponazori kazni za neposlušnost; konča pa z moralnim svarilom iz 5 Mz 4,24, da je Bog ogenj, ki požira. 
SKLEPNA SPODBUDA (13,1–19)
Samo tu so v pismu podrobna konkretna nravna navodila in to je področje, kjer se Pismo Hebrejcem najbolj približa pavlinskemu slogu. Po nekaj napotkih za življenje v skupnosti, značilnih za novozavezna dela, se v Heb 13,7 pisec sklicuje na vero voditeljev, ki so v skupnosti oznanili evangelij. Lahko se sklicujemo na preteklost, saj je »Jezus Kristus isti, včeraj in danes in na veke« (13,8). Zaznati je tudi klic k poslušnosti do tedanjih voditeljev; ki bedijo nad dušami bralcev (13,17). 
SKLEP (13,20–25)
Spodbudo sklene z blagoslovom, ki naj ga podeli »Bog miru, ki je od mrtvih privedel našega Gospoda Jezusa, ki je po krvi večne zaveze veliki pastir ovc« (13,20). Sredi pozdravov je omemba, da so oprostili Timoteja, ter navedba »tistih iz Italije«, dve zelo redki opori v pismu glede podatka, od kod prihaja in komu ter kam je namenjeno. 

### Teološki poudarki
DUHOVNIŠTVO
Glavna tema v Pismu Hebrejcem je (veliko) duhovništvo Jezusa Kristusa. Do neke mere je taka smer razprave presenetljiva, saj je bil zgodovinski Jezus izrazito laik, do določene stopnje celo kritičen do tempeljskih navad in tempeljska duhovščina ni z njim prav nič prijazno ravnala. Pojasnilo v Pismu Hebrejcem, da je bilo Jezusovo duhovništvo po Melkizedekovem redu, je morda izvirno, se pa misel o Jezusovem duhovništvu najde tudi v drugih novozaveznih delih, predvsem v povezavi z njegovo smrtjo. Zlasti Jn 10,36 in 17,19 uporabi v zvezi z Jezusom glagol »posvetiti, posvečevati«, ki ga sicer 2 Mz 28,41 porabi za Mojzesovo posvečenje duhovnikov. Mnogi menijo, da je opis, kako Jezusu pred smrtjo slečejo suknjo brez šiva, pod vtisom suknje judovskega velikega duhovnika. Zamisel o Jezusovem duhovništvu najverjetneje izhaja iz predstave, da je bila njegova smrt samo–darovana spravna žrtev 
BOGOSLUŽJE
lahko bi se vprašali kako prisvojitev izraelske bogoslužne govorice (sveti šotor, tempelj, duhovništvo, daritve, prazniki) za Jezusa vpliva na rabo te govorice pozneje pri kristjanih. Zadržanje do nje ni bilo vedno dosledno. Nekatere bolj pikolovske skupine se celo ne menijo za govorjenje o Cerkvi ali krščanski skupnosti kot templju; govorjenje, ko šotor ali tempelj pomeni hišo za srečanja kristjanov; je v rabi pri skupinah, ki se raznašajo za svetopisemske, biblične kristjane. Mnogi nimajo nič proti, da se o velikem petku in veliki noči govori kot o krščanski pashi. Vendar odločno odklanjajo izraze daritev in duhovništvo v krščanskem kultu, kljub dejstvu, da že okrog leta 100 Didahe 14 meni, da se je misel iz Mal 1,11 (»čista daritev«) izpolnila v evharistiji. V zvestobi vidiku »enkrat za vselej« v Pismu Hebrejcem pa Cerkve, ki uporabljajo daritveno izrazje, pogosto poudarjajo, da evharistija ni neka nova daritev, ampak bogoslužno ponavzočevanje Kristusove daritve. Čeprav je že skoraj okrog leta 100 Prvo Klementovo pismo primerjalo judovskega velikega duhovnika, duhovnika in levita s Kristusom, škofom in diakonom, se prva jasna raba izraza »duhovnik« za glavnega voditelja pri evharistiji (škofa) pojavi ob koncu 2.stoletja. S 4. stoletjem pa so vse voditelje pri evharistiji imeli za krščanske duhovnike, ko so deležni Kristusovega duhovništva po Melkizedekovem redu. Vredno je premisliti, kakšen pomen je ohranila raba izraelske bogoslužne govorice in kakšne težave prinaša.
ZAVEZA
Čeprav Pismo Hebrejcem kontinuitete ne zavrne povsem, pa bolj izrecno kot katerokoli drugo novozavezno delo govori o zastarelosti zaveze, ki jo je Bog sklenil z Mojzesom. Ta zaveza je zastarela, se je postarala, izginja (10,9: »prvo odpravlja, da bi postavil drugo«). Ravno nasprotno pa bi danes nekateri radi odpravili izraza »stara« in »nova« tako v zvezi z zavezo kakor Zavezo (knjigo) in ju nadomestili s »prva« in »druga«, oz. »izraelska« in »krščanska«. Je takšen premik upravičen glede na razna razumevanja novosti v Novi zavezi, kar ni v smislu izpodrivanja zastarelega? Na globlji ravni mnogi krščanski teologi zanikajo, da bi Božja zaveza z Izraelom zastarala ali bila izrinjena, temveč le dopolnjena. 